# Наградная литера «V» (США)
Наградная литера «Литера V» - металлическая 1⁄4-дюймовая (6,4 мм) буква с засечками, носится на некоторых наградах Вооружённых сил США, она отличает награду, полученную за храбрость и героизм в бою от награды, полученную за небоевые действия награждённого.
Награды, которым может быть придана «V», различаются в зависимости от рода вооружённых сил, равно как и способ ношения «V» и название, под которым она упоминается. До 2017 года каждый род войск использовал различные критерии при определении награждения литерой «V».
Министерство обороны, армия и ВВС называют литеру «V» знаком «V». Береговая охрана называет её «знаком доблести». ВМС и морская пехота называют  её «знаком боевого отличия» или боевым знаком «V». Когда речь идёт о медали с литерой «V», её часто называют медалью «с доблестью».

## История
22 декабря 1945 года армия США в циркуляре № 383 Военного министерства США объявило о решении ввести литеру «V» для отличия награждённых медалью Бронзовая звезда за храбрость и героизм от тех, кто награждён скорее за заслуги. Солдатам, в том числе армейским авиаторам, награждённым Бронзовой звездой за героизм в бою, отныне разрешалось носить бронзовую букву «V» на пряжке и ленточке медали. На ленточке можно было носить только одну литеру «V». Военно-морское министерство ввело литеру «V» в качестве знака боевого отличия а 15 февраля 1946 года разрешило носить литеру «V»  вместе с орденом «Легион Почёта» и медалью Бронзовая звезда за действия в непосредственном бою с противником, в феврале 1947 года критерий награждения бы расширен до действий или службы при прямом участии в боевых действиях. Большинство ветеранов Второй мировой войны получивших право на ношение литеры «V» возможно не знало об этом дополнении к наградам или не подавало прошение о его выдаче, из-за массовых увольнений со службы после окончания войны. В течение года после выхода армейского циркуляра запасы пряжек были недоступны для выдачи.
Для ношения литеры «V» должно быть отдельное упоминание в наградной записи. В 1996 году литера «V» привлекла внимание публики после самоубийства руководителя военно-морских операций адмирала Джереми Бурды СМИ сообщали, что его самоубийство могло быть вызвано расследованием ВМС  после статьи в журнале Newsweek о праве Бурды на ношении двух «знаков боевой доблести», которых он получил за службу на посту офицера по вооружениям и старшего офицера на борту двух кораблей ВМС у побережья Индокитая в ходе Вьетнамской войны. Хотя имелись указания, что эти «знаки боевого отличия» разрешалось носить вместе с его похвальной медалью ВМС и медалью за достижения ВМС, после смерти адмирала Совет по исправлению военно-морских записей военно-морского министерства постановил, что оба знака не разрешалось носить вместе с двумя наградами.
В 2011 году Министерство обороны изменило руководства по награждению медалью Почёта, указав, что литера «V» будет использоваться вместо дубового листа и 5⁄16-дюймовой звезды, чтобы отметить дополнительные поощрения и в редких случаях награждения военнослужащего второй медалью Почёта. К маю 2015 года Министерство обороны снова изменило руководство по награждению медалью Почёта, указав, что за каждый подвиг, дающий право на награждение медалью Почёта вручается новая медаль Почёта. Тем не менее, со времен Первой мировой войны не было в живых ни одного награждённого повторно медалью Почёта, поэтому фактически литера «V» никогда не носилась с данной наградой.
До 2017 года критерии и условия, при которых могла быть вручена литера «V», различались в зависимости от рода войск. В армии литеру «V» носили исключительно, чтобы отметить «участие в героических действиях в вооружённых конфликтах с противником». Служащие ВМС, Корпуса морской пехоты и Береговой охраны могли носить литеру «V» чтобы отметить героизм в бою или для награждения лиц «подвергавшихся опасности в ходе непосредственного участия в боевых действиях». Служащие ВВС могли носить литеру «V» с медалью «Бронзовая звезда» чтобы отметить героизм в бою, а также на похвальной медали ВВС и медали «За достижения» чтобы отметить героизм или лиц «подвергавшихся опасности» в ходе операций по развертыванию в чрезвычайных ситуациях.
До 1 января 2014 года литерой «V» могли награждать вместе с медалью за выдающиеся достижения части и наградах за организационное совершенство, чтобы отметить участие подразделения в непосредственной поддержке боевых действий.  Литеру «V» также можно носить с Воздушной медалью для военнослужащих всех родов войск в случае, если героизм в воздушном бою был проявлен в индивидуальной миссии. 15 августа 2016 года Береговая охрана изменила свои критерии: награждение литерой «V»  могло быть только за доблесть, чтобы отметить героический поступок или действия при участии в вооружённом конфликте или бою с вооруженным противником. 6 января 2016 года Министерство обороны объявило о пересмотре программы военных отличий и наград, чтобы вернуться к первоначальным критериям награждения, принятым в  1940-х годах, чтобы отметить героизм в бою только для определённых наград родов войск.  Для соответствующих наград будут введены две новые литеры «C» и «R».

## Литера «V» с арабскими цифрами
Если число награждений превышает четыре и литеры не помещаются на наградной ленточке, то для обозначения числа награждений могут использоваться золотые или бронзовые арабские цифры.
|  | Всего четыре награждения, из них по крайней мере одно за храбрость. |
|  | Всего пять награждений, из них по крайней мере одно за храбрость.   |
|  | Всего девять награждений, из них по крайней мере одно за храбрость. |